# Betoniyö
Pour plus de détails, voir Fiche technique et Distribution.
Betoniyö (littéralement « nuit de béton ») est un film finlandais réalisé par Pirjo Honkasalo, sorti en 2013.

## Synopsis
Un adolescent de quatorze ans reçoit les conseils mal avisés de son grand frère qui va bientôt aller en prison.

## Fiche technique
- Titre : Betoniyö
- Réalisation : Pirjo Honkasalo
- Scénario : Pirjo Honkasalo et Pirkko Saisio d'après son roman
- Musique : Karl Frid et Pär Frid
- Photographie : Peter Flinckenberg
- Montage : Nils Pagh Andersen
- Production : Misha Jaari et Mark Lwoff
- Société de production : Plattform Produktion, Magic Hour Films et Oy Bufo Ab
- Pays :  Finlande,  Suède et  Danemark
- Genre : Drame
- Durée : 96 minutes
- Dates de sortie : 
  -  Finlande : 1er novembre 2013

## Distribution
- Johannes Brotherus : Simo
- Jari Virman : Ilkka
- Anneli Karppinen : la mère
- Juhan Ulfsak : Man
- Alex Anton : Jusa
- Iida Kuningas : Veera
- Pauli Poranen : le chauffeur de taxi
- Mauno Paajanen : Twiggy

## Distinctions
Le film a été nommé pour dix Jussis et en a remporté six : Meilleur film, Meilleure réalisation, Meilleure photographie, Meilleur montage, Meilleur son et Meilleure direction artistique.